# Rhinella cerradensis
Espèce
Statut de conservation UICN

 DD  : Données insuffisantes
Rhinella cerradensis est une espèce d'amphibiens de la famille des Bufonidae.

## Répartition
Cette espèce est endémique du biome du cerrado au Brésil. Elle se rencontre dans les États du Piauí, de Bahia, de Goiás, du Mato Grosso, du Mato Grosso do Sul et dans le District Fédéral.

## Étymologie
Son nom d'espèce, composé de cerrad[o] et du suffixe latin -ensis, « qui vit dans, qui habite », lui a été donné en référence à son habitat, le cerrado.

## Publication originale
- Maciel, Brandão, Campos & Sebben, 2007 : A large new species of Rhinella (Anura: Bufonidae) from Cerrado of Brazil. Zootaxa, no 1627, p. 23-39 .